# 七笑酒造
七笑酒造株式会社（ななわらいしゅぞう）は、長野県木曽郡木曽町にある酒造会社である。

## 歴史
創業者の川合新助は1877年に生まれ、尋常小学校卒業後、雑貨商や荷役馬の仕事を始めた。学問を志し、ある日家出をするが木曽福島駅で捕まってしまう。それ以来学問の志を商いの道に切り替え、1892年（明治25年）、15歳で蔵元を始めた。創業時の店名は「川合新助吟醸」、屋号は「藤新」で、「木曽錦」「七笑老松」の銘柄の日本酒を製造した。1908年（明治41年）には、子の新司が生まれた。
大正時代の木曽郡の造石高は3,364石、そのうち川合新助吟醸は441石で首位であった。当初は伊那から高齢の杜氏が来ていたが、若い新助とは考えが合わず、小谷杜氏の松沢玖二と、国税局鑑定官柴田主税の、いずれも同年代の若者に酒造りを委ねた。1927年、大火により蔵の大半を焼失。再建が緒についた1943年には、酒造米の配給制限に見舞われた。歴史と伝統のある木曽の酒蔵は優遇を受けることができたが、1945年には新司がフィリピンで戦死した。新助は、1934年に生まれた孫の清志に蔵の将来を託すべく、蔵主を続けた。1951年には、七笑酒造株式会社として法人化した。1957年、父と同じ同志社大学を卒業した清志は木曽に戻り、三代目として蔵を継ぐ。この年、新助は80歳でこの世を去る。1963年・1964年には全国新酒鑑評会で1位を獲得。この年、清志の長男の潤吾が誕生した。四代目となる潤吾は東京農業大学で発酵工学を修得したのちに七笑酒造に入り、常務取締役として清志を支えた。潤吾の長男の貴裕は、日本大学生産工学部でマネジメントを学ぶ傍ら、合気道部でも主将を務めた。卒業後は山形県の出羽桜酒造で3年間修業を積んだのち、2019年に五代目として七笑酒造に入った。
2023年8月には、七笑酒造による郷土料理店「カネチ藤屋」が開店した。

## 商品

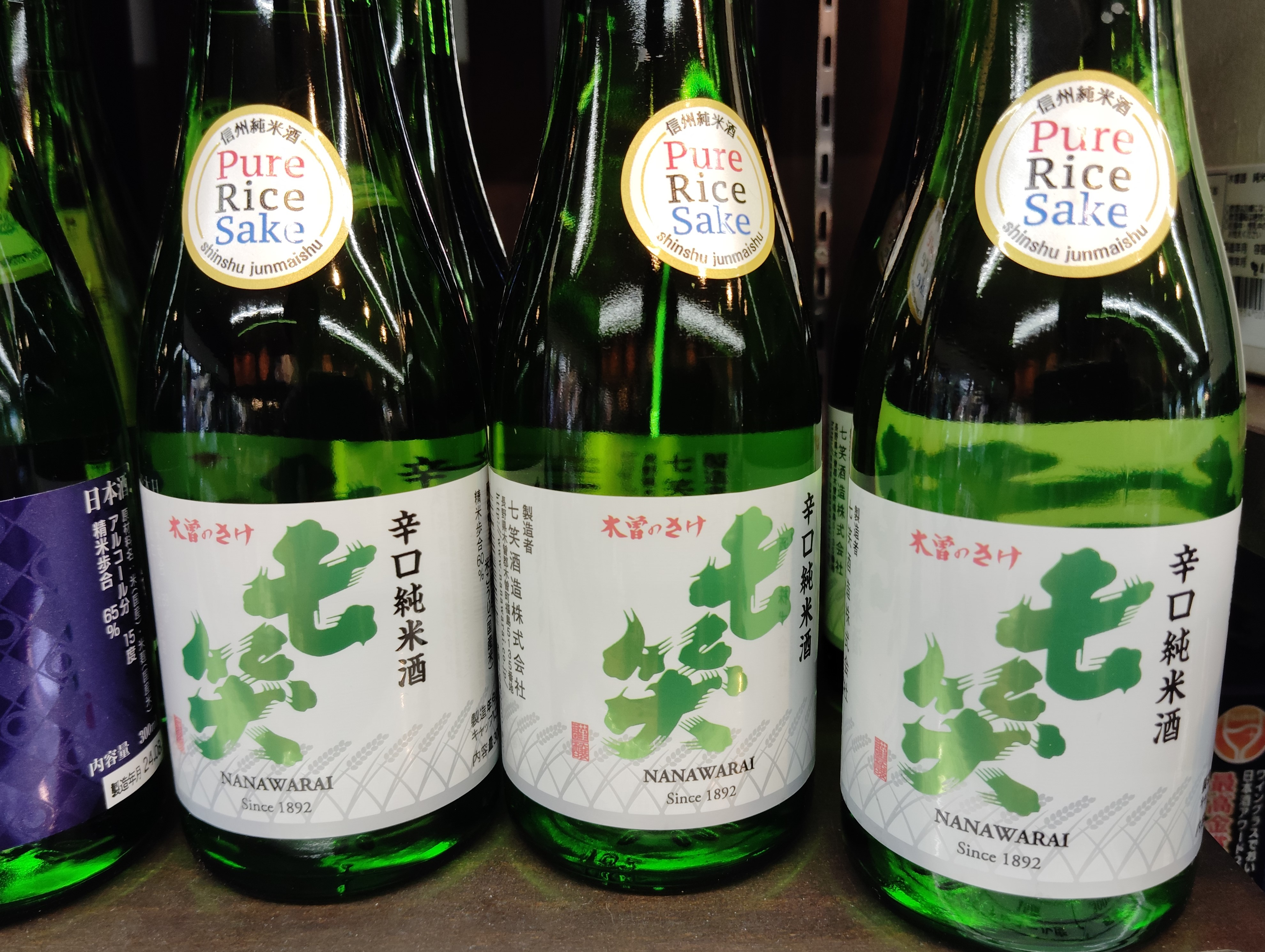
七笑の純米酒

「七笑」の銘柄は、木曽義仲が幼少期を過ごした言い伝えのある木曽駒高原の集落の名と、「七回笑えば七福(たくさんの幸せ)が来る」の願いから名付けられた。酒米は、主に長野県産の美山錦を使用。1963年・1964年に全国新酒品評会で1位、1992年・1993年にも全国新酒鑑評会で金賞を受賞している。2023年には、「インターナショナル・ワイン・チャレンジSAKE（日本酒）部門」（IWC）の吟醸酒の部でゴールドメダルを受賞した。2019年に同社五代目として入社した貴裕は、木曽の郷土食のすんき漬け由来の乳酸菌の使用や、低アルコール酒の醸造など、年替わりで挑戦を続ける。日本酒以外では、木曽産の蕎麦粉を使ったそば焼酎や、粕取り焼酎「御嶽」、シェリー樽で米焼酎を貯蔵した「なんちゃらホイ」、自家栽培のブルーベリーを使ったリキュールも製造する。
専務の川合聖子が猫写真家の沖昌之と旧知の有人であった縁から、2023年には沖が撮影した茶トラの猫の写真をラベルに使用した日本酒を発売した。ラベル下部には「ニャニャワライ」の文字が添えられ、従来品に記されている「笑門来福神」は「笑門来福猫」に替えられている。中身はIWCで金賞を受賞した吟醸酒で、売上の一部は動物愛護基金に寄付される。